# Agriocnemis interrupta
Agriocnemis interrupta – gatunek ważki z rodziny łątkowatych (Coenagrionidae).